# ABC (Kabarett)
ABC (zeitweise auch Brettl am Alsergrund, ABC im Regenbogen) war ein politisch-satirisches Kabarett in den 1930er-Jahren in Wien.

## Geschichte
ABC wurde von Gustl Goldmann im März 1934 im ersten Stock seines Café City in der Porzellangasse 1 in Wien als Brettl am Alsergrund gegründet. Die Premiere fand am 25. März 1934 statt. Aus Alsergrund, Brettl und City ergab sich mit dem neuen Programm vom 20. Oktober 1934 der Name ABC. 
Das erste Programm hieß „Alles schon dagewesen“, verwendete Texte von Kurt Breuer und Hugo Wiener und wurde gespielt von Franz Böheim, Eduard Linkers, Erich Pohlmann, Hans Slenka, Willy Trenk-Trebitsch, Ernst Hagen, Oskar Wegrostek und anderen. 
Im November 1934 übernahm der Gerichtsreporter des Der Tag Hans Margulies die künstlerische Leitung. Unter seiner Leitung wurde ABC zur politisch schärfsten der Wiener Kleinkunstbühnen der 1930er Jahre. Im Frühjahr 1935 wurde Leo Askenazy leitender Regisseur und Franz Paul übernahm die geschäftliche Direktion. 
Am 14. Juni 1935 zog das ABC mit dem Programm „Von übermorgen bis vorgestern“ in die Räume des Kabaretts Regenbogen im Café Arkaden in der Universitätsstraße 3. Dort nannte es sich eine Zeitlang ABC im Regenbogen, um sich von einem anderen ABC abzugrenzen, später nach Schwierigkeiten mit Zensur und Behörden nur Regenbogen. 
Es folgten die Programme „Na, was sagen Sie dazu?“ (April 1934) und „Von A–Z“ (Oktober 1934). Im Februar 1936 wurde Rudolf Steinboeck künstlerischer Leiter. Er brachte am 6. Mai 1936 das Mittelstück „Weltuntergang“ von Jura Soyfer heraus, das bis zum 11. Juli 1936 gespielt wurde. Vom März 1937 folgten, jeweils umrahmt von Nummernprogrammen, Soyfers Stücke „Astoria“ (27. März bis 17. April 1937), „Vineta“ (11. September bis 12. November 1937) und „Kolumbus oder Broadway-Melodie“ 1942 (eine Bearbeitung von Kurt Tucholskys und Walter Hasenclevers Stück „Christoph Columbus oder Die Entdeckung Amerikas“, 22. November 1937 bis 27. Januar 1938).
Weitere Mittelstücke und abendfüllende Stücke schrieben unter anderen Franz Paul, Ernst Spitz, Fritz Eckardt, Friedrich Torberg, Jimmy Berg (auch Komponist und musikalischer Leiter), Peter Hammerschlag, Gerhart Herrmann Mostar, Ernst Hagen, Hugo F. Koenigsgarten und Hans Weigel. 
Regie im ABC führten Leo Askenazy, Rudolf Steinboeck, Fritz Eckhardt und Herbert Berghof. 
Am ABC spielten unter anderen Leo Askenazy, Franz Böheim, Fritz Eckardt, Peter Sturm, Martin Miller, Theo Frisch-Gerlach, Cissy Kraner, Robert Lindner, Eduard Linkers, Kitty Matern, Josef Meinrad, Lilli Palmer, Peter Preses, Illa Raudnitz, Hans Sklenka und Willy Trenk-Trebitsch. 
Das letzte Programm des ABC war Kjeld Abells Operette „Die verlorene Melodie“ (28. Januar 1938 bis 12. März 1938). Am 12. März 1938 wurde Österreich von Deutschland annektiert. Am 13. März 1938 schloss das ABC. Ein Teil der Mitarbeiter ging ins Exil, andere endeten im Konzentrationslager, darunter Soyfer.